# Signal.MD
35°42′14″ пн. ш. 139°33′42″ сх. д. / 35.703782866924° пн. ш. 139.56154585603° сх. д.
Signal.MD Inc. (яп. 株式会社シグナル・エムディ, Kabushiki-gaisha Shigunaru Emudi) — японська анімаційна студія, заснована в 2014 році холдинговою компанією Production I.G IG Port, як одна з її нових філій, що спеціалізується на виробництві аніме.